# Sveriges landsråd för alkohol- och narkotikafrågor
Sveriges landsråd för alkohol- och narkotikafrågor (SLAN) är en paraplyorganisation för olika nykterhetsorganisationer och andra rörelser som vill verka för restriktiv alkoholpolitik och ett narkotikafritt samhälle. 
SLAN arbetar för en väl utbyggd missbrukarvård, för opinionsbildning, forskning och en samordning av medlemsorganisationernas gemensamma lobbyverksamhet. Landsrådet deltar också aktivt i de nordiska och internationella organisationerna som verkar inom samma arbetsområden. NordAN och Eurocare är två exempel på internationell samverkan mellan idéburna organisationer.

## Historia
Organisationen bildades 1921, inför folkomröstningen om rusdrycksförbud, för att samla de krafter som verkade för förbud. Året innan hade de olika samfund samordnat sina krafter genom att bilda "Riksutskottet för de kristnas förbudsrörelse". 1921 bildades den gemensamma organisationen "Förbudsvännernas Rikskommitté" som efter flera förändraingar och namnbyten kom att anta det nuvarande namnet.
Efter förbudsomröstningen behölls samarbetet, bl.a. för att samordna firandet av folknykterhetens dag.
Under flera årtionden fanns det parallella paraplyorganisationer för samfunden respektive den profana nykterhetsrörelsen. På 1990-talet omformades De Kristna Samfundens Nykterhetsrörelse (DKSN) till organisationen "Hela Människan". De profana organisationerna valde att lägga ned sin paraplyorg (SNR) och lägga alla resurser på SLAN.

## Medlemsorganisationer
- Anhöriga Mot Droger
- Blå Bandet (Sveriges Blåbandsförbund, SBF)
- FMN (Föräldraföreningen mot Narkotika)
- Förbundet mot Droger
- Hela Människan
- IOGT-NTO
- IOGT-NTO:s Juniorförbund
- LP-verksamheten
- Länkens kamratförbund
- Motorförarnas Helnykterhetsförbund, MHF
- MHF-Ungdom
- Nykterhetsrörelsens Scoutförbund, NSF
- Riksförbundet Narkotikafritt Samhälle, RNS
- SIMON (Svenskar och invandrade mot Narkotika)
- SMART
- Smart Ungdom
- Svenska Frisksportförbundet, SFF
- Sveriges Akademikers Nykterhetsförrbund, SAN
- Sveriges Blåbandsungdom, SBU
- Sveriges Lärares Nykterhetsförbund, SLN
- Sveriges Polismäns Helnykterhetsförbund, SPHF
- Ungdomens Nykterhetsförbund, UNF